# Lennon Miller
Lennon Lee Miller (* 25. August 2006 in Wishaw) ist ein schottischer Fußballspieler, der bei Udinese Calcio in der italienischen Serie A unter Vertrag steht.

## Karriere

### Verein
Lennon Miller wurde als Sohn des ehemaligen schottischen Fußballnationalspielers Lee Miller in Wishaw geboren. Miller begann seine Karriere im Jugendsystem des FC Motherwell im Alter von 7 Jahren. Zwei Jahre zuvor war seine Mutter Donna gestorben. Sein Debüt in der ersten Mannschaft gab er sechs Tage nach seinem 16. Geburtstag am 31. August 2022 als Einwechselspieler bei einem 4:0-Heimsieg über Inverness Caledonian Thistle im schottischen Ligapokal. Er wurde mit seinem Einsatz gegen Inverness im Alter von 16 Jahren und 6 Tagen zum jüngsten je eingesetzten Spieler in Motherwells Vereinsgeschichte. In der Saison 2022/23 war er zunächst für mehrere Ligaspiele als Ersatzspieler der ersten Mannschaft auf der Bank. Das erste Ligaspiel absolvierte er in der Scottish Premiership am 28. Dezember 2022 bei einer 0:3-Auswärtsniederlage gegen die Glasgow Rangers im Ibrox Stadium. Im weiteren Saisonverlauf kam er in drei weiteren Spielen zum Einsatz darunter gegen amtierenden Meister Celtic Glasgow. In der folgenden Spielzeit 2023/24 erzielte Lennon zwei Tore in der Gruppenphase des Ligapokals gegen Elgin City und dem FC East Fife. Auch in der Liga kam der 16-Jährige auf Einsatzzeiten unter dem englischen Trainer Stuart Kettlewell.
Im August 2025 wechselte Miller nach Italien zu Udinese Calcio.

### Nationalmannschaft
Lennon Miller gab sein Debüt für die schottische U17-Auswahl am 27. Oktober 2021 gegen Nordirland. Mit der Mannschaft nahm er an der U-17-Europameisterschaft 2022 in Israel teil. Er war noch jung genug, um auch an der folgenden Europameisterschaft dieser Altersklasse in Ungarn teilzunehmen. Im selben Jahr debütierte Miller in der U19 von Schottland gegen Belgien. Im Juni 2024 gab Miller sein Debüt in der U21-Nationalmannschaft gegen die Türkei.
Im März 2025 wurde der 18-jährige Miller zum ersten Mal in den Kader der A-Nationalmannschaft für die Play-off-Spiele der Nations League gegen Griechenland berufen. Sein Debüt gab er am 6. Juni 2025 in einem Freundschaftsspiel gegen Island im Hampden Park von Glasgow, nachdem er für Kieran Tierney eingewechselt wurde.